# Blondie’s Blessed Event
Blondie’s Blessed Event ist eine US-amerikanische Filmkomödie in Schwarz-Weiß aus dem Jahr 1942. Regie führte Frank R. Strayer, das Drehbuch schrieben Connie Lee, Karen DeWolf und Richard Flournoy nach den Comics von Chic Young. Die Hauptrollen spielten Penny Singleton und Arthur Lake. Blondie’s Blessed Event ist der elfte Blondie-Film.

## Handlung
Blondie Bumstead ist hochschwanger. Die ganze Familie freut sich schon auf das Baby. Blondies sechsjähriger Sohn, der bisher allgemein Baby Dumpling genannt wurde, nun aber auf seinem richtigen Namen Alexander besteht, erzählt jedem, dass er eine Schwester bekommen werde und es auch so wolle, schließlich habe er das Geschirrspülen satt. Blondies Ehemann Dagwood dagegen bereitet sich auf die Geburt des Babys vor und kann selbst bei der Arbeit an nichts anderes mehr denken. Er geht damit seinen Kollegen auf die Nerven, aber auch Mr. Dithers, seinem Boss. Als der ihn darauf anspricht, bekommt Dagwood einen Anruf von Alexander, der ihm mitteilt, dass Blondie sich mit den fünf Babys befasse. Dagwood eilt daraufhin nach Hause, gefolgt von Mr. Dithers. Als sich herausstellt, dass es sich bei den Babys um die fünf Welpen handelt, die der Familienhund Daisy gerade geworfen hat, beruhigt sich Dagwood ein wenig. Mr. Dithers und die ebenfalls genervte Blondie beschließen daraufhin, Dagwood zu einer Architektenkonferenz nach Chicago zu schicken, wo er eine Rede halten soll.
In seinem Hotel in Chicago angekommen, beginnt Dagwood, an der Rede zu arbeiten, kommt aber nicht über die Begrüßungsworte hinaus. Verzweifelt geht er deklamierend auf den Flur hinaus. Dort schließt sich ihm bald der erfolglose Dramatiker George Wickley aus dem Nachbarzimmer an, der sein Zimmer schon länger nicht mehr bezahlen kann und daher vom Hotel auch nicht mehr verpflegt wird. Wickley zitiert lautstark eine Figur aus seinem neuen Stück, die Selbstmord begehen will. Der beunruhigte Dagwood versucht, ihn von dem Selbstmord abzuhalten, und so kommen die beiden ins Gespräch. Als Dagwood über seine Rede klagt, hilft Wickley ihm, denkt dabei aber vor allem an Dagwoods Essen. Wickley entwickelt dabei die These, dass Architekten eigentlich nicht mehr benötigt werden, jeder Bürger könne auch selbst sein Haus planen. Dagwood ist begeistert von der Rede und lädt Wickley zu sich nach Hause ein. Nachdem Dagwood die Rede gehalten hat, wird die Konferenz sofort beendet.
Als Dagwood nach Hause kommt, ist Blondie bereits im Krankenhaus. Er will sie zusammen mit Alexander und dem etwa gleichaltrigen Nachbarsjungen Alvin dort besuchen, wird aber wieder nach Hause geschickt, weil die beiden Jungen zu laut sind. Kurz bevor sie gehen, erfährt Dagwood, dass er Vater einer Tochter geworden ist. Die Mutter und die Tochter müssten aber bis zum nächsten Tag ruhen. In der Zwischenzeit erweist sich Dagwood als völlig ungeeignet für die Hausarbeit. Endlich kann er Blondie und das Baby vom Krankenhaus abholen. Auf der Heimfahrt nennt ein Verkehrspolizist das Baby „Cookie“, ein Name, der gegen den Widerstand Blondies hängenbleiben wird. Als die Familie zuhause ankommt, wartet dort bereits George Wickley, der sich als Dauergast eingeladen hat. Blondie und Daisy sind sehr dagegen, aber Dagwood schafft es nicht, Wickley, der der einzige ist, der das Baby beruhigen kann, wegzuschicken. Drei Wochen später ist Wickley immer noch da, und so erhöht Blondie den Druck auf Dagwood. Kurz darauf erscheint die resolute Sarah Miller. Sie sagt, Wickley habe sie als Haushälterin eingestellt, und meint, sie werde sich nicht so einfach kündigen lassen, da sie eine andere Stelle dafür abgesagt habe.
Wenige Tage später meint Dagwood zu Wickley, dass er sich dieses Arrangement nicht leisten kann. Wickley begleitet Dagwood daraufhin zu Mr. Dithers und verhilft Dagwood zu einer deutlichen Lohnerhöhung. Blondie reagiert erfreut auf die Lohnerhöhung, ist aber enttäuscht, als sie erfährt, dass Wickley dahintersteht. Sie ruft Wickley in ein Zimmer und erklärt ihm, dass sie mit Dagwood glücklich war, ihn als Marionette von Wickley aber nicht mehr respektieren kann. Sie bittet ihn daher, Sarah Miller loszuwerden und danach selbst zu gehen. Wickley fürchtet sich ebenfalls vor Miller, schafft es aber verkleidet als Broadwayproduzent, sie nach New York zu locken. Kaum ist sie weg, kommt der erzürnte Mr. Dithers zu den Bumsteads. Dagwoods Rede in Chicago hat der Firma sehr geschadet, es ist sogar ein guter Kunde abgesprungen. Mr. Dithers feuert Dagwood deswegen. Der immer noch verkleidete Wickley bringt Dithers mit einem Trick dazu, Dagwood mit nochmals erhöhtem Lohn wieder einzustellen, dieser lehnt das trotz Blondies Flehen aber ab und beschimpft Mr. Dithers sogar noch. Allerdings hat eine staatliche Stelle zur Verteilung der nationalen Ressourcen auch von der Rede gehört und will Dagwood haben. Ein Vertreter dieses Amtes macht Dagwood ein großzügiges Angebot. Als Mr. Dithers versucht, das zu überbieten, wirft der Beamte ihm mangelnden Patriotismus vor und dass er Dagwood auch nicht schätzen würde. Darauf bietet Mr. Dithers Dagwood eine Beteiligung an der Firma an. In der Zwischenzeit hat Wickley das Haus der Familie Bumstead verlassen. Alexander, der meint, seine Eltern würden ihn nicht mehr schätzen, hat von ihm aber noch erfahren, wie man Cookie beruhigen kann. Er sollte das nutzen, aber nicht zeigen, wie er das mache, um wieder wichtig genommen zu werden. Alexander kann das auch gleich erfolgreich umsetzen.
Running Gag mit dem Briefträger Mr. Crumb
Um zu vermeiden, dass Dagwood ihn wie üblich auf dem Weg zur Arbeit umrennt, hat Mr. Crumb beschlossen, ihm die Post ins Büro zu bringen. Dort angekommen, sieht er, wie Dagwood an ihm vorbeiläuft, wird dann aber vom Dagwood folgenden Mr. Dithers umgerannt. Mutlos meint er dazu, Dagwood habe nun einen Komplizen.

## Hintergrund
Blondie’s Blessed Event (Alternativtitel A Bundle of Trouble, Arbeitstitel Blondie Greets a Guest) war für den jungen Hans Conried der erste größere Durchbruch. Eigentlich sollte der Dramatiker Ende 40 sein, trotzdem wurde der 25-jährige Conried gecastet. Er wurde enthusiastisch von den Kritikern gelobt. Dies war seine wesentlichste Filmrolle bis 1953.
Blondie’s Blessed Event wurde vom 9. Dezember 1941 bis zum 9. Januar 1942 von Columbia produziert. Für das Szenenbild war Lionel Banks verantwortlich.
Die Welturaufführung von Blondie’s Blessed Event war am 9. April 1942. Columbia übernahm auch den Vertrieb des Films. Über eine Aufführung im deutschsprachigen Raum ist nichts bekannt.

### Altersfreigabe
Blondie ist zu Beginn des Films hochschwanger, doch durfte das Wort „schwanger“ gemäß den Vorgaben durch den Hays Code nicht erwähnt werden. Zudem durften auch keine Auswirkungen der Schwangerschaft auf den Körper einer Frau gezeigt werden. Blondie’s Blessed Event geht gemäß diesen Vorgaben vor. Tatsächlich gibt es im Film eine Szene, in der kurz sichtbar wird, dass Blondie wohl kaum hochschwanger ist (sie steht in einer Szene mit den Welpen auf und ist dabei kurz von der Seite zu sehen). Trotzdem wurde dem Film von der National Legion of Decency die Einstufung „Nur für Erwachsene“ („Suitable for Adults Only“) zugewiesen. Die vorherigen Filme der Serie wurden von den zeitgenössischen Kritikern oftmals als „Familienfilme“ bezeichnet.
Die Bischofskonferenz der Vereinigten Staaten urteilte dagegen nicht ganz so hart. Sie bewertete den Film mit A II -- adults and adolescents, also als geeignet für „Erwachsene und Jugendliche.“

### Musik
Penny Singleton singt Lullaby von Sammy Cahn und Saul Chaplin,

## Kritiken
Die Kritiken reagierten auf Blondie’s Blessed Event meist zurückhaltend, aber nicht negativ. Im Vergleich zu den anderen Filmen der Serie wurde der Film als ordentlich, gleichauf, leicht unterdurchschnittlich oder auch typisch hektisch eingestuft. Er wurde aber auch als Meilenstein, einer der besten der Serie bezeichnet. Der Film sei süß und herzerwärmend, wenn auch durch den unwillkommenen Hausgast gestört, die Geschichte, die dem bekannten Schema folge, sei dagegen unsinnig.
Thematisiert wird natürlich die Geburt der Tochter, vor der angekündigt worden sei, dass sie später in der Serie wichtig werden könne. Rückblickend sprach Hal Erickson deswegen auch von einer historischen Folge.
Wie üblich werden die Leistungen von Penny Singleton, Arthur Lake und Larry Simms gelobt, besonders hervorgehoben wird Hans Conried.